# Trilei

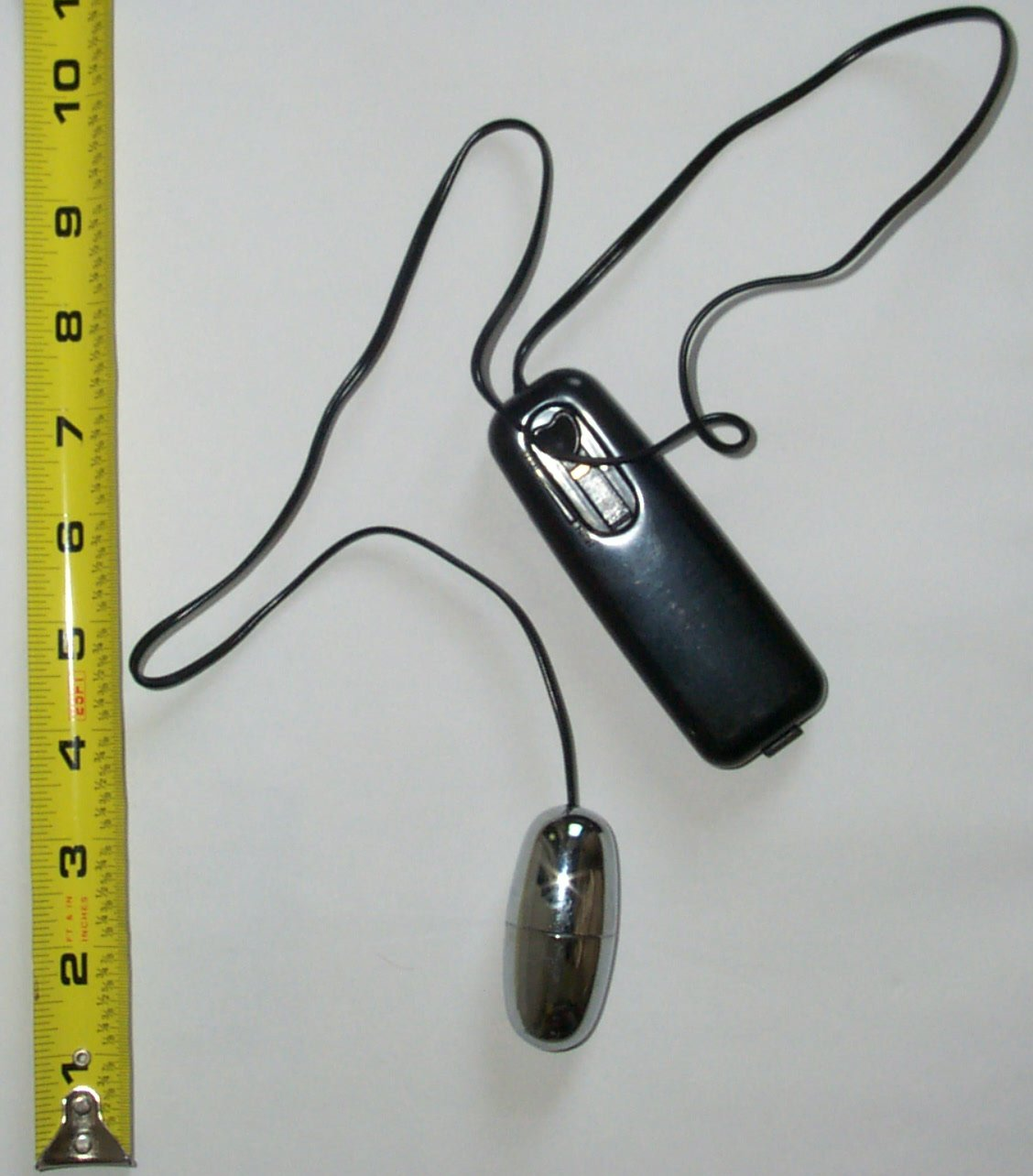
Een vibrerend ei met snoer uit 1999

Een trilei is een vibrator die wordt ingebracht in de vagina en/of anus en middels een afstandsbediening kan worden bediend om seksuele stimulatie te geven door middel van vibratie.

## Gebruik
Het meest voorkomende gebruik is dat de eitjes in de vagina worden geplaatst. De meeste vibrerende eitjes werken op een draadloze afstandsbediening, maar de vaak goedkopere en oudere varianten werken nog met een snoer. De modernere varianten zijn uitgerust met een oplaadbare batterij, maar er zijn ook varianten, waarbij men zelf batterijen dient aan te schaffen en vervangen. In het geval van een draadloze afstandsbediening kan het bereik nogal variëren. Sommige eitjes kunnen ook door de drager of door een ander (via internet) bediend worden met een app. Een vibrerend eitje kan buitenshuis gedragen worden zonder op te vallen. Het eitje kan ook zonder afstandsbediening als stimulator gebruikt worden.
Er zijn ook eitjes die een camwerker kan gebruiken, waarbij de vibraties geactiveerd worden door donaties van kijkers. Dit maakt het mogelijk voor kijkers om interactief invloed uit te oefenen op de intensiteit en duur van de vibraties.
Vibrerende eitjes kunnen ook gebruikt worden om bekkenbodemspieren mee te trainen.

## Materiaal
Vibrerende eitjes zijn meestal gemaakt van siliconen of hard plastic. Het formaat en de afwerking kan verschillen per type. Omdat het eitje in de meeste gevallen helemaal wordt ingebracht, is het belangrijk om gebruik te maken van een eitje dat goed is afgewerkt en geen randen bevat waar vuil in kan blijven zitten. In de meeste gevallen is siliconen materiaal het meest gebruiksvriendelijk en ook het meest hygiënisch.